# Hipèrbola

Hipèrbola

Una hipèrbola o hipèrbole es defineix com el lloc geomètric dels punts del pla per als quals és constant la diferència de les distàncies a dos punts fixos denominats focus.
La forma més freqüent d'una hipèrbola és la següent:
{\displaystyle Y=K/X}
La hipèrbola és la corba cònica oberta formada dues branques resultat de la intersecció de les dues parts d'una superfície cònica amb un pla que la talla i que forma amb l’eix del con un angle més petit que amb la generatriu del con. És habitual pensar que cal que el pla sigui paral·lel a l'eix, però no és així i a més, en tots els casos, les dues branques de la hipèrbola són simètriques.

## Asímptotes
Una asímptota és una recta que, en prolongar-la indefinidament, s'acosta cada vegada més a la gràfica de la corba, però no arriba mai a tocar-la.
Això passa perquè en les asímptotes les gràfiques no existeixen.

## Continuïtat i discontinuïtat
Les representacions d'hipèrboles poden ser diferents, ja siguin contínues o discontínues. La diferència és que quan es podrà representar sense aixecar el llapis del paper la gràfica serà contínua i quan s'hagi d'aixecar el llapis del paper per força serà discontínua

## Equacions de la hipèrbola

### Equacions encoordenades cartesianes
- L'equació d'una hipèrbola centrada en el punt (0,0) és:

{\displaystyle {\frac {x^{2}}{a^{2}}}-{\frac {y^{2}}{b^{2}}}=1}
on a i b són els semieixos major i menor.
- Equació amb centre arbitrari:

{\displaystyle {\frac {(x-h)^{2}}{a^{2}}}-{\frac {(y-k)^{2}}{b^{2}}}=1}
on {\displaystyle (h,k)} és el centre

### Equacions encoordenades polars
- {\displaystyle r^{2}=a\,\sec 2t}
{\displaystyle r^{2}=-a\,\sec 2t}
{\displaystyle r^{2}=a\,\csc 2t}
{\displaystyle r^{2}=-a\,\csc 2t}

### Equacions paramètriques
{\displaystyle x=a\,\cosh \theta }
{\displaystyle y=b\,\sinh \theta }

## Representació d'hipèrboles

### Domini
Per a cercar el domini el que cal fer és trobar tots els nombres que facin que equació no tengui solució.
{\displaystyle Y=X+1/x+2}
En aquest cas el domini seria:
{\displaystyle D=R-{2}}(Això vol dir que el domini seria tots els nombres reals menys quan X=2 perquè seria 3 dividit 0 i no es pot dividir per 0 en cap cas.

### Asímptotes
Les asímptotes són rectes verticals per on no passa la funció, és a dir, seria el nombre del domini. En aquest cas (2).

### Punts de tall
Els punts de tall de les {\displaystyle X} ens indiquen per on passa la gràfica quan {\displaystyle Y=0}.
El punt de tall de la {\displaystyle Y} ens indica per on passa la gràfica quan {\displaystyle X=0}
Per saber els punts de tall en les X hem de donar valor 0 a la Y.
{\displaystyle 0=X+1/x+2} hi hem de resoldre l'equació.
En el cas del punt de tall de la Y hem de donar 0 al valor de la X.
{\displaystyle Y=0+1/0+2} hi hem de resoldre la divisió.

### Signe de la funció
Per saber el signe de la funció en cada tram, els valors de la X han de ser les asímptotes i els nombres dels punts de talls de les x.
Entre nombre i nombre heu d'agafar un nombre intermedi i substituir el nombre per la x i observar el signe. El signe ens indicarà el signe de la gràfica entre aquells dos intervals.